# Kerne
Kerne (altgriechisch Κέρνη; lateinisch Cerne) ist in der antiken Geographie eine kleine Insel im Atlantik, die von Hanno dem Seefahrer auf seiner Erkundungsfahrt außerhalb der Säulen des Herakles im letzten Drittel des 6. Jahrhunderts v. Chr. entdeckt wurde. Im Periplus des Hanno wird folgendes, einem sogenannten stummen Handel, berichtet:

„Wir ließen uns von ihnen Dolmetscher geben und segelten dann an einer menschenleeren Wüste entlang nach Süden, zwei Tage lang; von da aber wieder gegen Osten [!?] hin, eine Tagefahrt weit. Dort fanden wir im Winkel einer Bucht eine kleine Insel; sie hatte einen Umfang von fünf Stadien [ca. 900 m]. Auf ihr gründeten wir eine Siedlung, die wir Kerne nannten. Aus unserer Fahrtroute erschlossen wir, dass es genau gegenüber von Karthago liegen müsse; denn die Fahrtstrecke von Karthago bis zu den Säulen [des Herakles, also der Straße von Gibraltar] entsprach der von dort bis Kerne.“

Eine weitere Beschreibung findet sich im Periplus des Pseudo-Skylax (§112), der den Bericht des Hanno mit einer weiteren, heute nicht mehr bekannten Quelle kompiliert. Er beschreibt zunächst die nordafrikanische Küste zwischen den Säulen des Herakles (genauer von Punta Almina bei Ceuta) bis Kerne. Von Punta Almina erreicht man nach zwei Tagen das Hermes-Kap (heute Kap Spartel, vom Mittelmeer aus gesehen den Ausgang der Straße von Gibraltar), danach gelangt man in drei Tagen vorbei an den Mündungen der Flüsse Anides (Oued Mharhar oder Oued Ghrifa), Lixos (Oued Loukos mit der phönizischen Handelsniederlassung Lixos bei Larache) und Krathis (Fluss Sebou mit der von Phöniziern so genannten Niederlassung Thymiateria, römisch: Thamusida), was wohl heute nahe bei Mehdiya liegen muss und von dort zum Vorgebirge Soloeis (wohl beim heutigen Leuchtturm El Hank nahe dem Hafen von Casablanca oder beim Leuchtturm von El Jadida). Nach weiteren sieben Tagen erreicht man die Mündung eines weiteren Flusses mit Namen Xion (bei Hanno Lixos, höchstwahrscheinlich der Wadi Draa), an dessen Ufern die Hesperischen Äthiopier (=Schwarzafrikaner des Westens) siedeln und in dessen Mündungsgebiet liege, die heute nicht mehr existierende Insel Kerne.

„[...] Die gesamte Strecke von den Säulen des Herakles bis Kerne beträgt zwölf Tage. Nach Kerne ist das Meer nicht mehr schiffbar, weil es seicht, sandig und voller Seetang ist. [...] Dort treiben die Phönizier Handel; wenn sie nach Kerne kommen, ankern sie ihre Handelsschiffe auf dem Meer und errichten Unterstände für sich auf Kerne. Sie entladen ihre Waren und bringen sie auf kleinen Booten an Land. Auf dem Festland siedeln Äthiopier [Menschen schwarzer Hautfarbe]. Mit diesen Äthiopiern treiben sie Handel. Von ihnen tauschen sie Felle von Hirschen [Gazellen?], Löwen und Leoparden sowie Elefantenhäute und Stoßzähne und Felle [bzw. Häute, beides ist griechisch „δέρμα“] von Haustieren. [...] Sie [die Äthiopier] sind Reiter [hatten also Pferde], Speerwerfer und Bogenschützen, sie benutzen in Feuer gehärtete Spitzen. Die phönizischen Kaufleute importieren zu ihnen Myrrhe, ägyptische Steine [Glassteine?], [Text unklar, Juwelen?], attische Irden- und Tonwaren. [...] Sie [die Äthiopier] trinken viel Wein, den ihnen die Phönizier bringen. [...]“

Die Insel Kerne bildete also offenbar den südlichsten Handelsstützpunkt der Karthager; was sie von dort importierten, gab es zu dieser Zeit in Nordwestafrika (Nordafrikanischer Elefant, Berberlöwe), es musste also nicht aus Afrika südlich der Sahara bezogen werden. Nach Hanno und Pseudo-Skylax bildete damals der Fluss Lixos bzw. Xios die Grenze zu Aithiopia. Die dortigen Menschen schwarzer Hautfarbe wurden erst im Mittelalter durch die Berber nach Süden bis zum Niger zurückgedrängt. Zwölf Tagesreisen beträgt in etwa die Entfernung von der Straße von Gibraltar zur Mündung des Wadi Draa bzw. zum nicht weit davon entfernten Kap Bojador, das wegen des seichten Wassers und starker Strömungen praktisch nicht küstennah umfahren werden kann. Dennoch werden in der Forschung zwei südlich des Kaps gelegene Inseln als Lokalisierung für Kerne vorgeschlagen: Zum einen die geschützt in der Bucht Río de Oro gelegene Insel Herne bei Ad-Dakhla, die allerdings Hanno, der mit Sicherheit über das Kap Bojador hinaussegelte, kurzzeitig als Ankerplatz für einen Teil seiner Flotte gedient haben mag; zum anderen, von J. Ramin vorgeschlagen, eine der noch weiter südlich gelegenen Inseln im Golf von Arguin vor der mauretanischen Küste. Das Gewässer von Arguin wird wegen der Gefahren noch heute umschifft und die Gegend ist der antiken Beschreibung am ähnlichsten. Am wahrscheinlichsten ist allerdings, dass die Insel durch Verlanden einer Flussmündung verschwand. Das kann durchaus schon in der Antike der Fall gewesen sein, denn der augustäische Geograph Strabon meint, die Insel existiere gar nicht (Geographica, I,3,2).
Plinius der Ältere sagt zu Kerne (lateinisch: Cerne) in seiner Naturalis historia (VI, 36):

„Dem persischen Meerbusen gegenüber [d.h. auf der geographischen Breite des Persischen Golfes im Westen, auf dem Atlantik] liegt vor Äthiopien [=Afrika südlich der römischen Provinzen] die Insel Cerne, deren Grösse und Entfernung vom Festlande unbekannt ist; sie soll nur von äthiopischen [schwarzafrikanischen] Völkern bewohnt sein. Ephorus sagt, die vom rothen Meere aus dahin Segelnden könnten wegen der grossen Hitze, die jenseits gewisser Säulen (so heissen mehrere kleine Inseln) [=Meerengen] herrsche [also durch die südliche Umfahrung Afrikas], nicht zu ihr gelangen. Nach Polybius liegt Cerne am äussersten Ende von Mauritanien dem Berge Atlas gegenüber und 8 Stadien [ca. 1500 m] vom Festlande; nach Corn. Nepos liegt sie Carthago gerade gegenüber, und dieser giebt ihre Entfernung vom Festlande auf 1000 [ca. 1500 m], ihren Umfang auf nicht mehr als 2000 [ca. 3000 m] [Doppel-]Schritte an.“

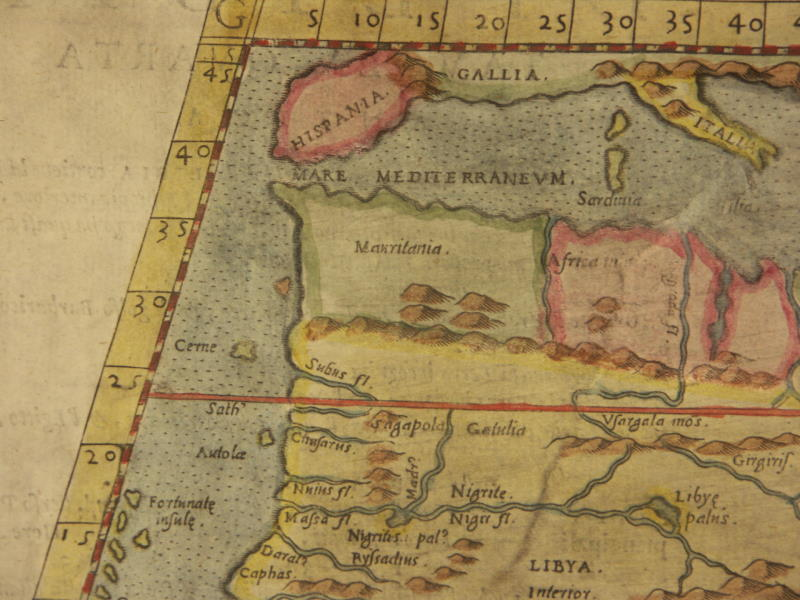
Nordwestafrika nach Ptolemaeus von Girolamo Ruscelli (Venedig 1561) mit den Insulae Fortunatae (Kanaren) unten links und Cerne

Außerdem findet sich bei Plinius noch folgende Angabe (Nat. hist., X,9):

„Auf der im Ocean liegenden afrikanischen Insel Cerne legen die Habichte aus ganz Masäsylien [im Atlasgebirge] ihre Eier auf die Erde und brüten sie aus; sie sind an diese Völker so sehr gewöhnt, dass sie sich anderswo nicht fortpflanzen.“

Diese Beschreibungen treffen am ehesten auf die Insel Mogador vor Essaouira zu. Dort konnte durch archäologische Forschungen in den 1950er Jahren eine Besiedlung bereits durch die Karthager nachgewiesen werden. Die Insel und ihre umliegenden Felsen wurden zur Zucht der Purpurschnecke genutzt, weshalb sie auch Purpurinseln genannt wurden. Außerdem beheimatet sie eine größere Kolonie von Eleonorenfalken. Die Insel ist nur knapp halb so weit von der Straße von Gibraltar entfernt wie Karthago.
In seiner Geographie lokalisiert Claudius Ptolemäus (IV,6,14) Kerne (in einigen Handschriften: Merna) bei "5 25⅔", d. h. 5°O (nach dem Ferro-Meridian, nach dem Greenwich-Meridian 12°40′W) und 25°40′N, also in etwa auf der geographischen Breite der Insel Herne, jedoch (wie überhaupt die afrikanische Westküste bei Ptolemäus) zu weit östlich, nämlich in der heutigen Westsahara.